# ノヴァフェルトリア
ノヴァフェルトリア（伊: Novafeltria）は、イタリア共和国エミリア＝ロマーニャ州リミニ県にある、人口約6,900人の基礎自治体（コムーネ）。
2009年に、マルケ州ペーザロ・エ・ウルビーノ県から移管された。

## 地理

### 位置・広がり
リミニ県のコムーネ。県都リミニから南西へ30km、ウルビーノから西北西へ33km、ペーザロから西へ50kmの距離にある。

#### 隣接コムーネ
隣接するコムーネは以下の通り。括弧内のFCはフォルリ＝チェゼーナ県所属を示す。
- マイオーロ
- メルカート・サラチェーノ (FC)
- ペンナビッリ
- サン・レーオ
- サンターガタ・フェルトリア
- ソリアーノ・アル・ルビコーネ (FC)
- タラメッロ
- ポッジョ・トッリアーナ

### 気候分類・地震分類
ノヴァフェルトリアにおけるイタリアの気候分類 (it) および度日は、zona E, 2294 GGである。
また、イタリアの地震リスク階級 (it) では、zona 2 (sismicità media) に分類される。

## 行政

### 分離集落
ノヴァフェルトリアには、以下の分離集落（フラツィオーネ）がある。
- Perticara, Miniera di Perticara, Ponte Molino Baffoni, Sartiano, Secchiano Marecchia, Torricella, Uffogliano